# Jacques Peirotes

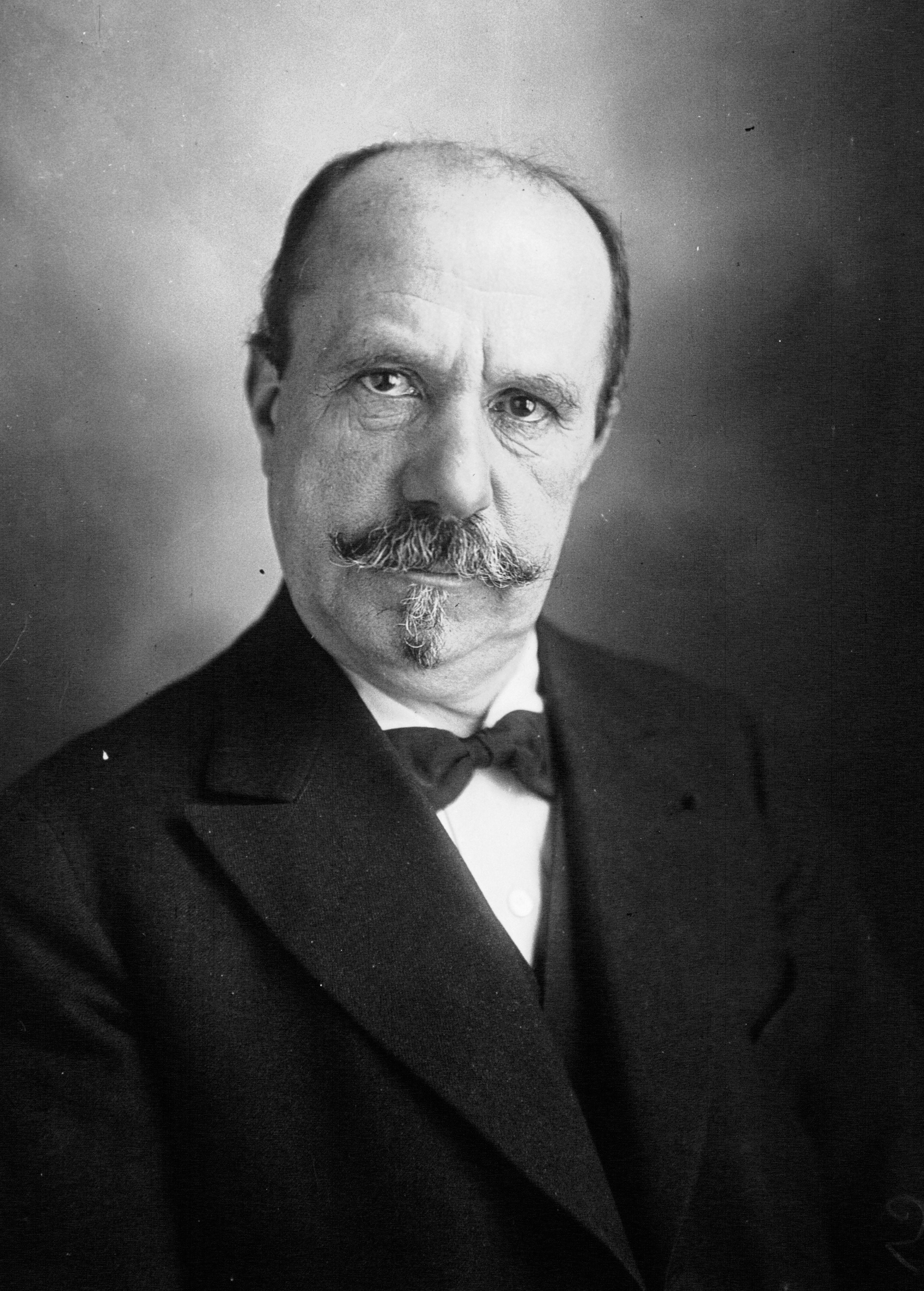
Jacques Peirotes (1929)

Jacques Laurent Peirotes (* 11. September 1869 in Straßburg; † 4. September 1935 in Lichtenberg, Département Bas-Rhin) war ein elsässischer Redakteur und sozialdemokratischer Politiker im Deutschen Kaiserreich (SPD) und nach 1918 in der Dritten Französischen Republik (SFIO). Er war von 1912 bis 1918 Mitglied des Deutschen Reichstags, von 1919 bis 1929 Bürgermeister von Straßburg und von 1924 bis 1932 Abgeordneter in der französischen Nationalversammlung.

## Leben

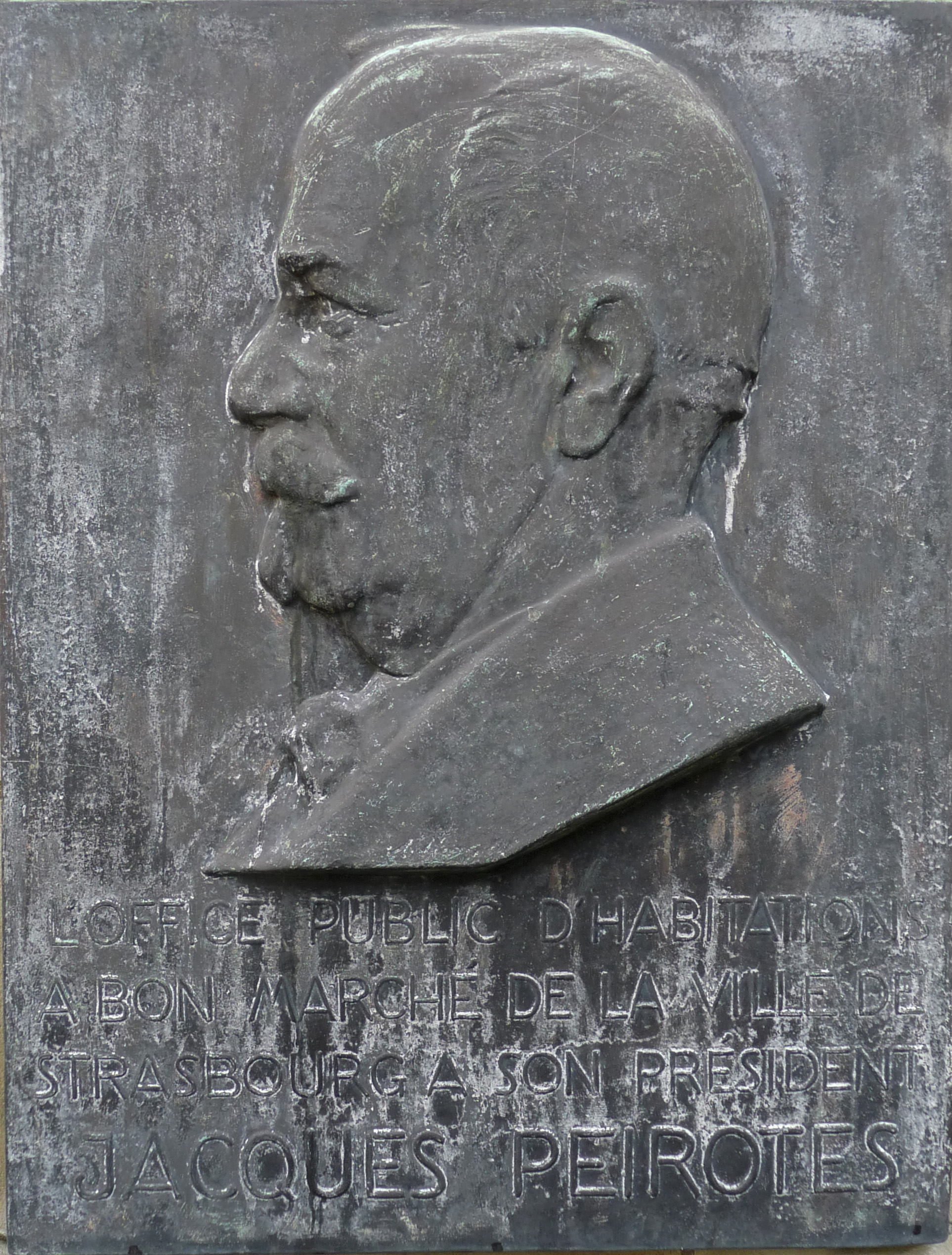
Gedenktafel für Peirotes

Peirotes besuchte die Volksschule in Straßburg von 1875 bis 1883. Er erlernte von 1883 bis 1887 das Schriftsetzerhandwerk und bereiste als Handwerksbursche Süd- und Mitteldeutschland, Schweiz, Norditalien, Österreich-Ungarn, Belgien, Nordfrankreich. Danach arbeitete er in Colmar, Brixen, Graz, Wien, Luxemburg und Paris. 1895 kehrte er nach Straßburg zurück und übernahm am 1. Oktober 1901 die Redaktion der „Freien Presse“, sozialdemokratisches Organ für Elsaß-Lothringen.
Er war Mitglied des Gemeinderats von Straßburg von 1902 bis 1908, Mitglied des Bezirkstags für das Unter-Elsaß seit 1903 und Mitglied der zweiten Kammer des elsaß-lothringischen Landtags seit der Landtagswahl 1911.
Von 1912 bis 1918 war er Mitglied des Deutschen Reichstags für den Wahlkreis Reichsland Elsaß-Lothringen 3 Kolmar und die SPD. Im Reichstag ergriff er in der Debatte um die Zabern-Affäre das Wort.
Im Ersten Weltkrieg wurde er nach Hannover deportiert. Nach seiner Rückkehr nach Straßburg war er von 10. bis 29. November 1918 Vorsitzender des Straßburger Arbeiter- und Soldatenrats. Er bat die Behörden um den Einmarsch französischer Truppen zur Beseitigung der Räteherrschaft. 1919 und 1925 wurde er zum Bürgermeister von Straßburg gewählt, was er bis 1929 blieb. In seiner Amtszeit wurden 3000 städtische Wohnungen errichtet. In der rue Jacques Peirotes wurde ein Denkmal für ihn errichtet.
Von 1924 bis 1932 war er Mitglied der französischen Nationalversammlung.

## Literatur

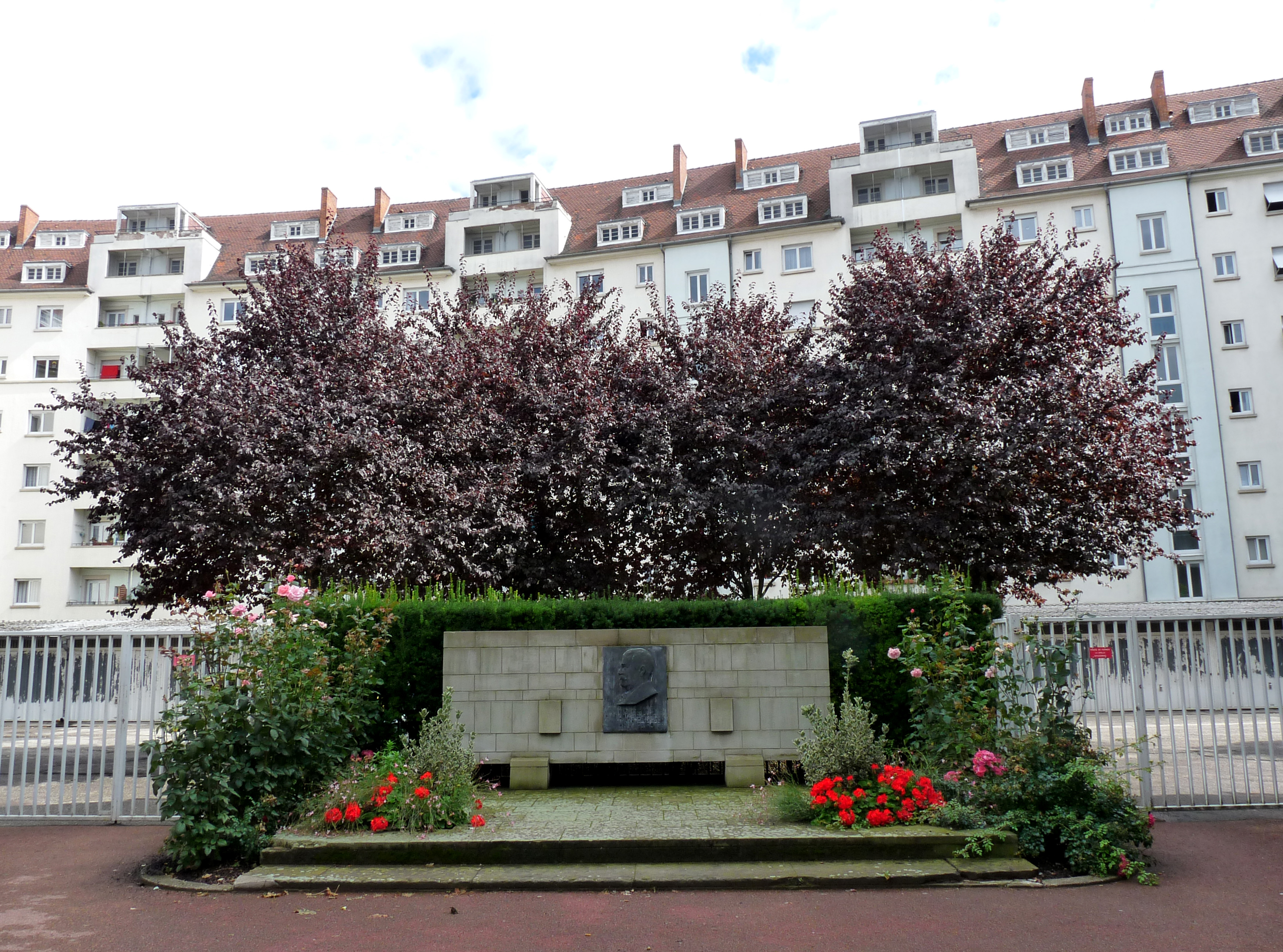
Monument in der Rue Jacques Peirotes